# Gonatopsis
Gonatopsis Sasaki, 1920 è un genere di molluschi cefalopodi appartenente alla famiglia Gonatidae.

## Descrizione
La caratteristica principale di Gonatopsis è l'assenza dei tentacoli negli adulti con mantello più lungo di 3 cm; nei giovanili i tentacoli sono presenti ma comunque molto ridotti. Il mantello è muscoloso ma degenera diventando gelatinoso nelle femmine durante il periodo riproduttivo, in G. borealis questa degenerazione non avviene. Le pinne sono cuoriformi e si prolungano all'estremità posteriore del corpo in una coda cartilaginea più o meno lunga tranne in G. borealis che è privo di coda. I fotofori sono assenti.

## Distribuzione e habitat
Tutte le specie sono diffuse nell'oceano Pacifico settentrionale.

## Tassonomia
Il genere comprende 2 specie::
- Gonatopsis borealis Sasaki, 1923
- Gonatopsis japonicus Okiyama, 1969
- Gonatopsis makko Okutani e Nemoto, 1964
- Gonatopsis octopedatus Sasaki, 1920
- Gonatopsis okutanii Nesis, 1972

Alcuni Autori ne separano i generi Eogonatus e Boreoteuthis.